# حبيبتي ثعلب ذات تسع ذيول
حبيبتي ثعلب ذات تسع ذيول (بالكورية: 내 여자친구는 구미호)؛ هو مسلسل كوري جنوبي من بطولة إي سنغ غي وشين مين آه، عرض المسلسل على إس بي إس من 11 أغسطس حتى 30 سبتمبر 2010.

## القصة
تتحدث دراما “حبيبتي ثعلب ذات تسع ذيول” عن “تشا داي وونج” رجل جبان وغير ناضج للغايه والذي عن طريق الخطاء قد حرر ذئباً ذو تسع ذيول والذي كان محبوساً لمدة 500 عام، والذئب قد أتخذ شكل امرأة جميلة أخذت تلحق بالرجل الذي حررها مسببة بسوء فهم كبير لأنها صديقته، على الرغم من الرجل يحظى بإهتمام الناس به وحسدهم له. وهو أيضاً في خوف دائم من أن يرغب الـ Gumiho في تناول كبده لكي يصبح إنساناً .. ولكن عندما يقعان في حب بعضهما مع مرور الوقت يظهر أعداء الـ Gumiho مسببين خلل كبير في حياتهما.

## بطولة
- لي سونغ جي : في دور تاي وونغ
- شين مين اه : في دور جو مي هو
- نو مين وو : في دوربارك دونغ جو
- بارك سو جين : في دورهاي اين

## المشاهدات
| متوسط حصة الجمهور | متوسط حصة الجمهور | متوسط حصة الجمهور | متوسط حصة الجمهور |
| الحلقة            | تاريخ             | على الصعيد الوطني | سيئول             |
| ----------------- | ----------------- | ----------------- | ----------------- |
| 1                 | 2010-08-11        | 12.7٪             | 13.0٪             |
| 2                 | 2010-08-12        | 12.6٪             | 13.1٪             |
| 3                 | 2010-08-18        | 14.6٪             | 14.9٪             |
| 4                 | 2010-08-19        | 14.1%             | 14.0%             |
| 5                 | 2010-08-25        | 14.0٪             | 14.1٪             |
| 6                 | 2010-08-26        | 14.2٪             | 14.1٪             |
| 7                 | 2010-09-01        | 13.4%             | 13.4%             |
| 8                 | 2010-09-02        | 13.4٪             | 13.6٪             |
| 9                 | 2010-09-08        | 13.2%             | 12.8%             |
| 10                | 2010-09-09        | 12.3٪             | 12.6٪             |
| 11                | 2010-09-15        | 13.0%             | 12.8%             |
| 12                | 2010-09-16        | 10.7٪             | 10.4٪             |
| 13                | 2010-09-22        | 20.9٪             | 21.3٪             |
| 14                | 2010-09-23        | 20.9٪             | 21.3٪             |
| 15                | 2010-09-29        | 18.6%             | 18.6%             |
| 16                | 2010-09-30        | 21.3٪             | 21.0٪             |
| المعدل            | المعدل            | 15%               | 15%               |

## روابط خارجية
حبيبتي ثعلب ذات تسع ذيول على موقع IMDb (الإنجليزية)
- حبيبتي ثعلب ذات تسع ذيول على موقع نتفليكس (الإنجليزية)
- حبيبتي ثعلب ذات تسع ذيول على موقع فيلمافينيتي (الإسبانية)
- حبيبتي ثعلب ذات تسع ذيول على موقع ليتربوكسد (الإنجليزية)
- حبيبتي ثعلب ذات تسع ذيول على موقع كينوبويسك (الروسية)
- حبيبتي ثعلب ذات تسع ذيول على موقع قاعدة بيانات الفيلم (الإنجليزية)